# Катюжанський заказник
«Катюжанський» — гідрологічний заказник місцевого значення. Заказник розташований на території Вишгородського району Київської області, займає площу 291 га. 
Об’єкт знаходиться у Вишгородському районі в межах Катюжанської сільської ради, на території Катюжанського лісництва у межах ДП «Димерське лісове господарство» – квартали 40, 41, 42, 43, 44 (всі виділи). 
Створено рішенням Київського облвиконкому № 441 від 18 грудня 1984 р.
Об’єкт є типовим болотом, яке є регулятором рівня ґрунтових вод, стабілізатором мікроклімату прилеглих територій. По болоту
зустрічаються зарості журавлини, багато інших цінних видів лікарських рослин. Місце поселення водоплавної і болотної дичини.

## Галерея

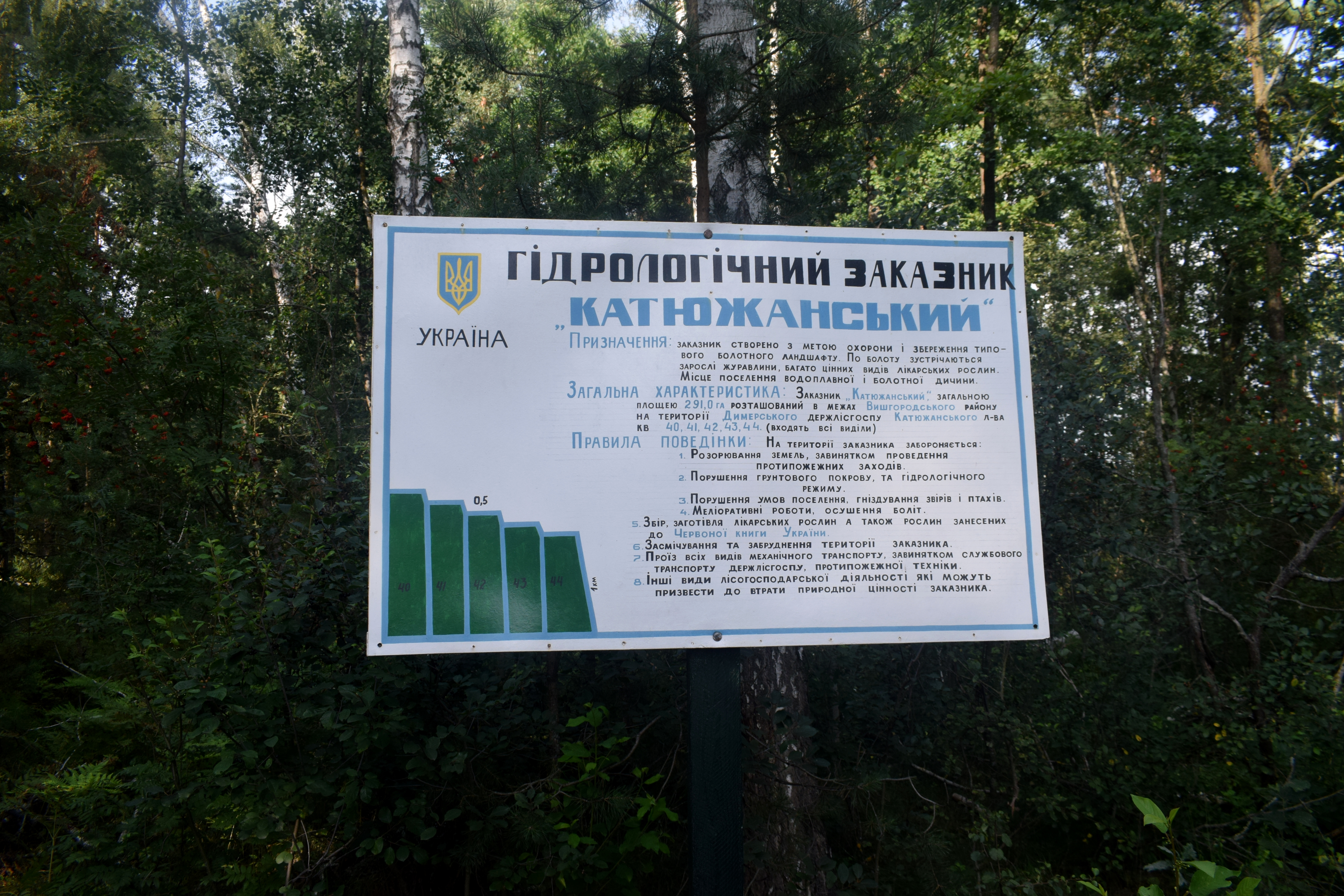
Аншлаг
Ліс на узвишші
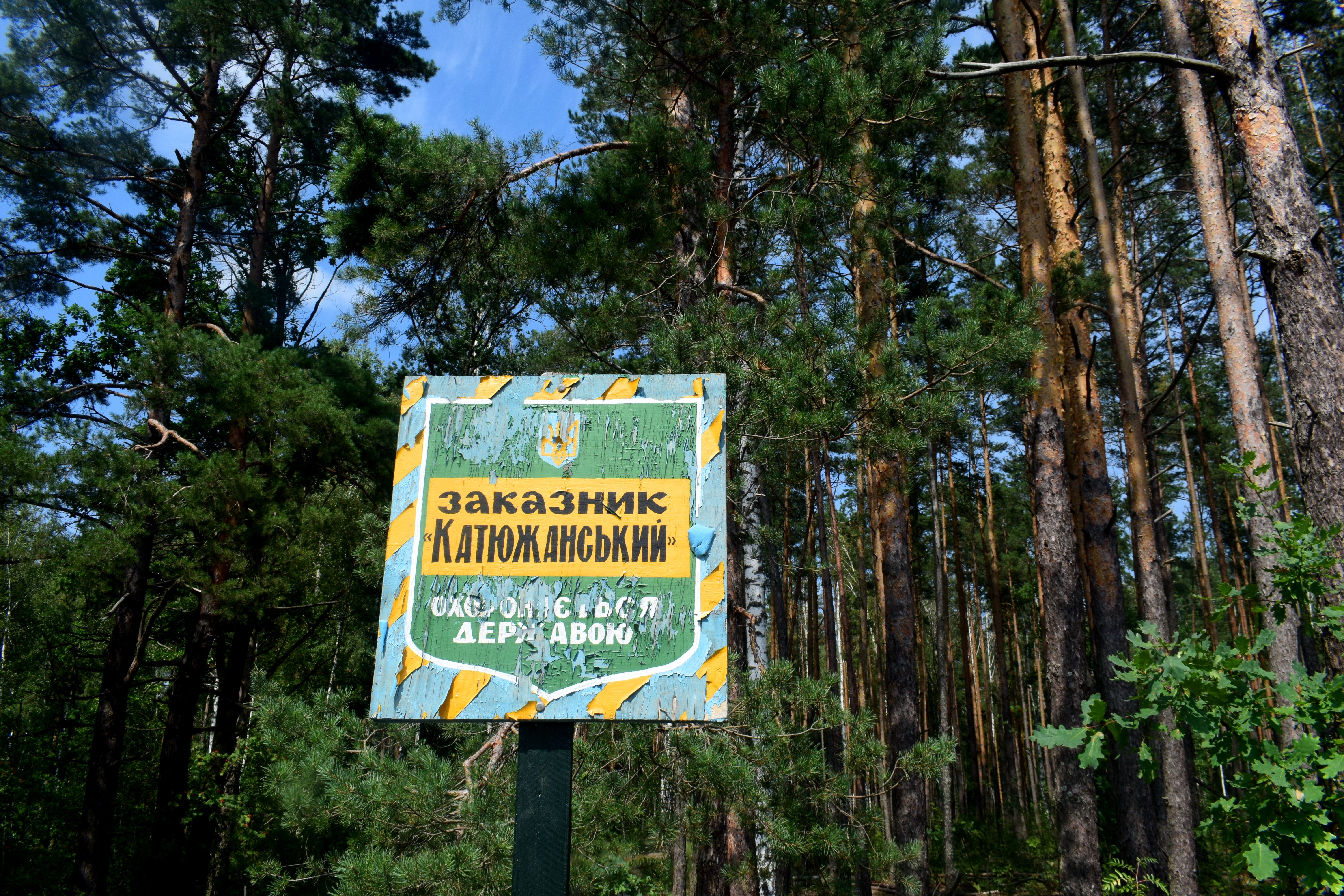
Табличка
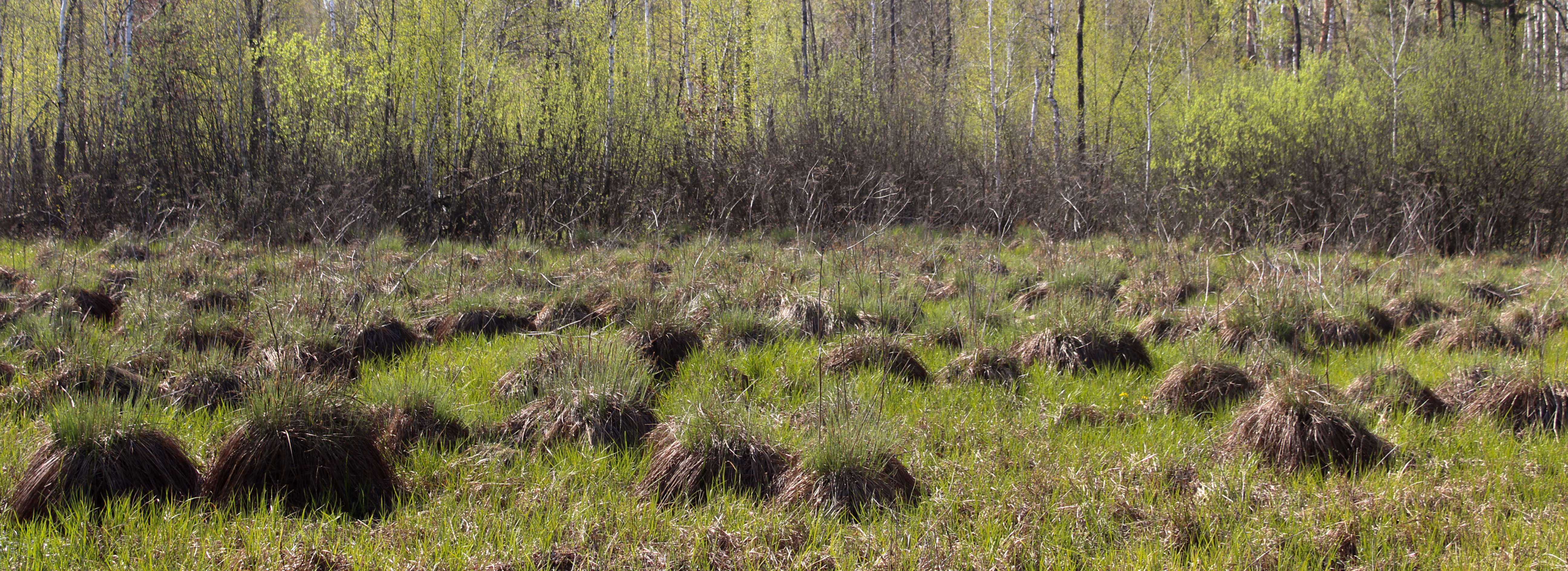
Болотні купини
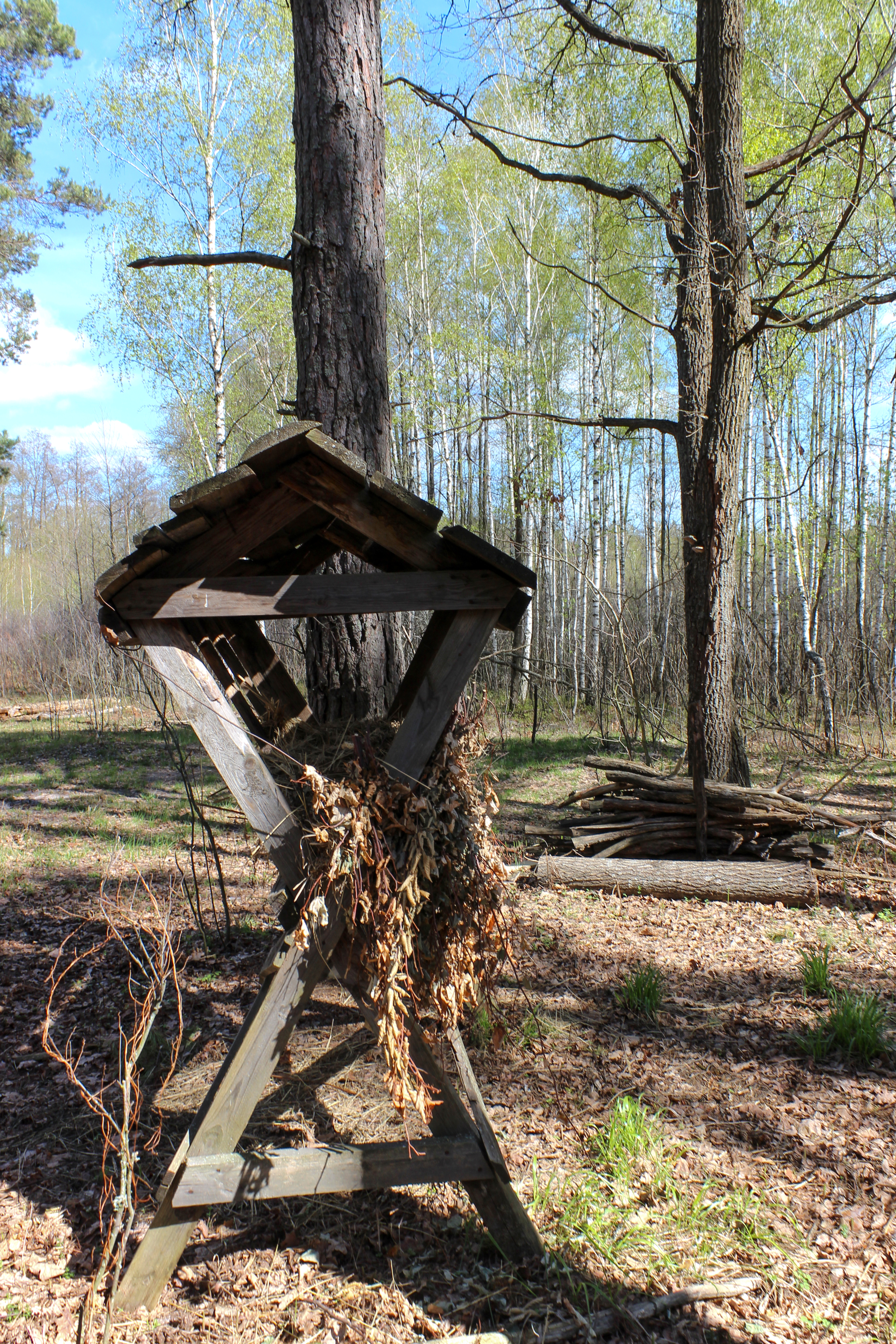
Годівниця
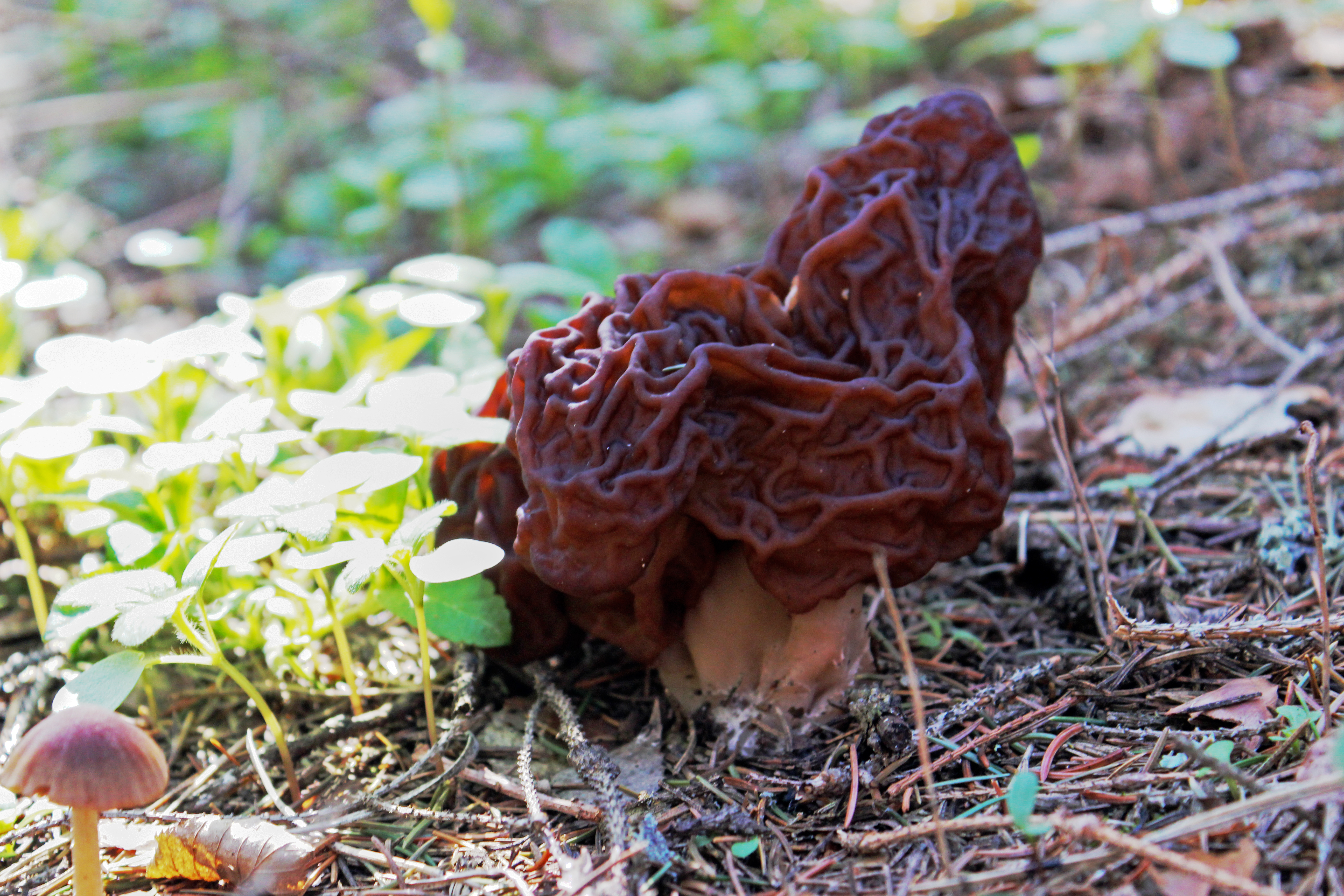
Сторчок звичайний
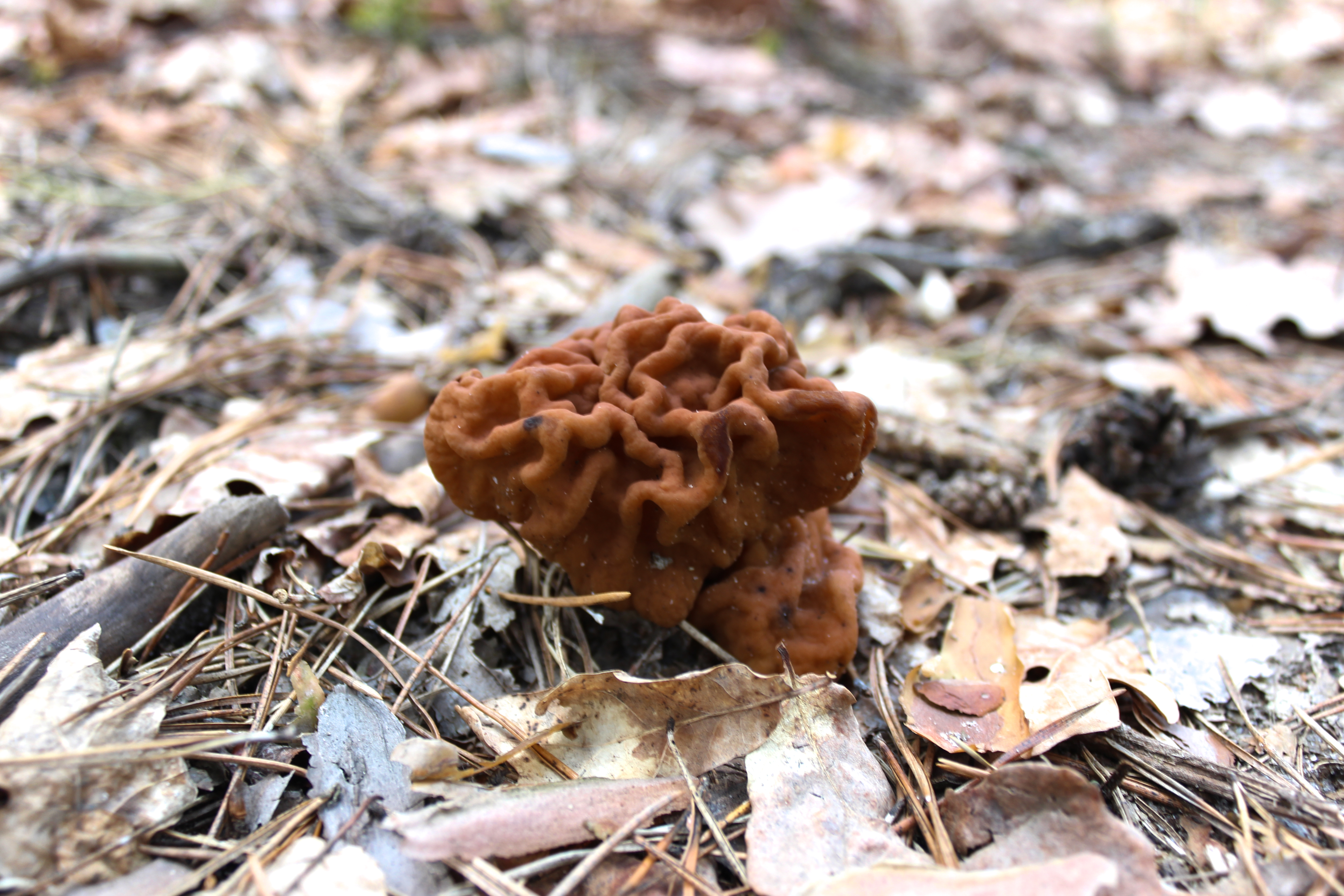
Сторчок гігантський
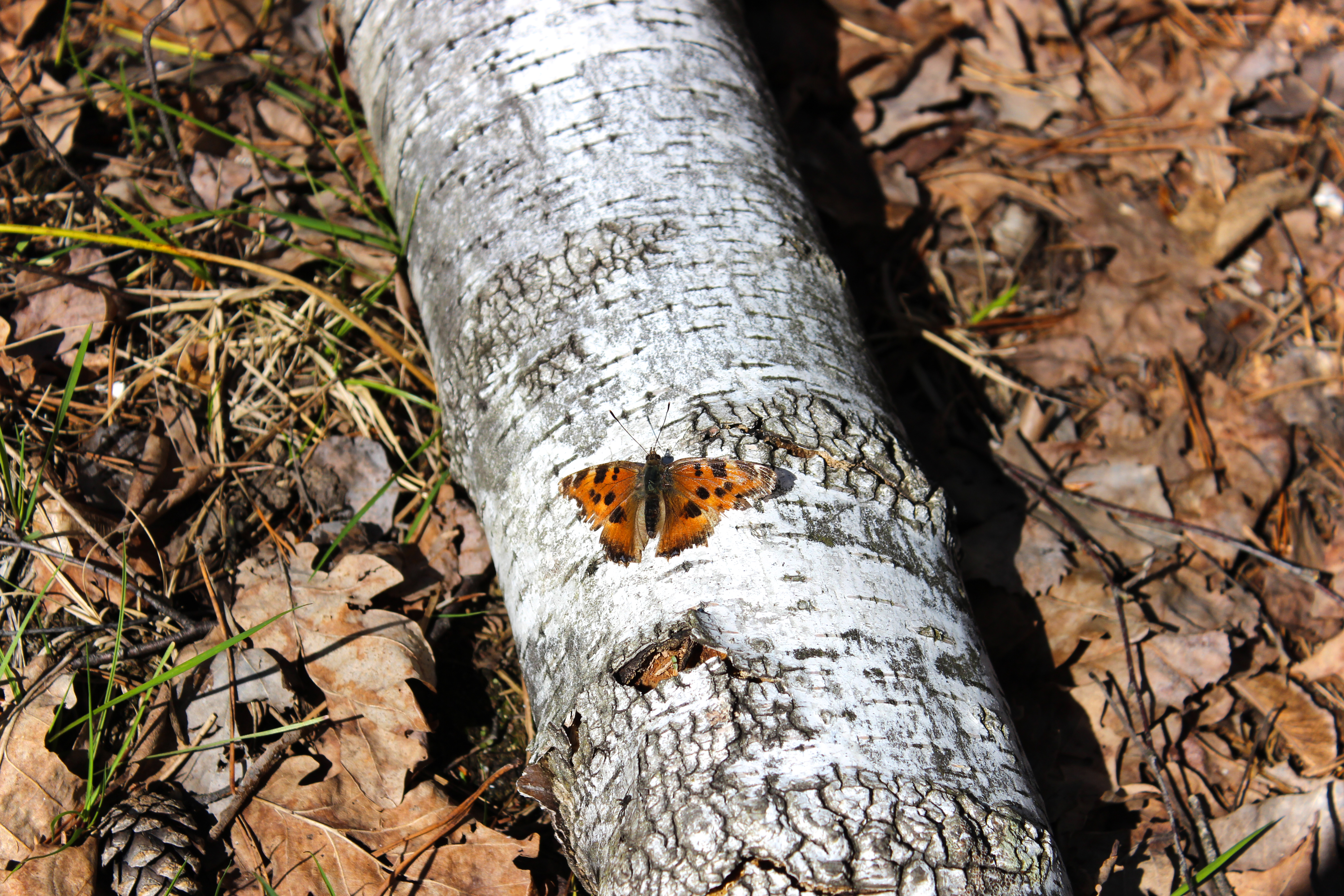
Сонцевик
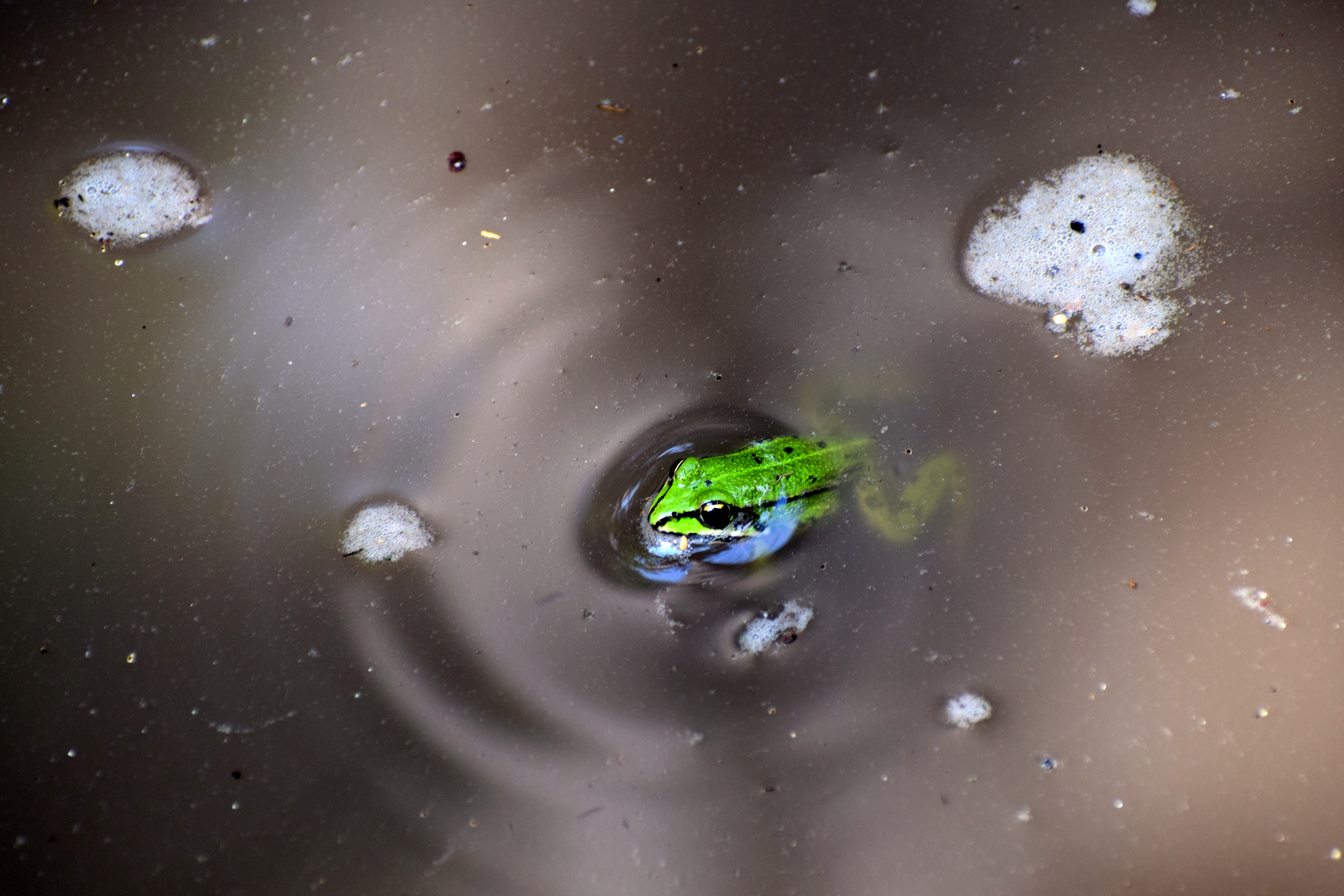
Жаба їстівна
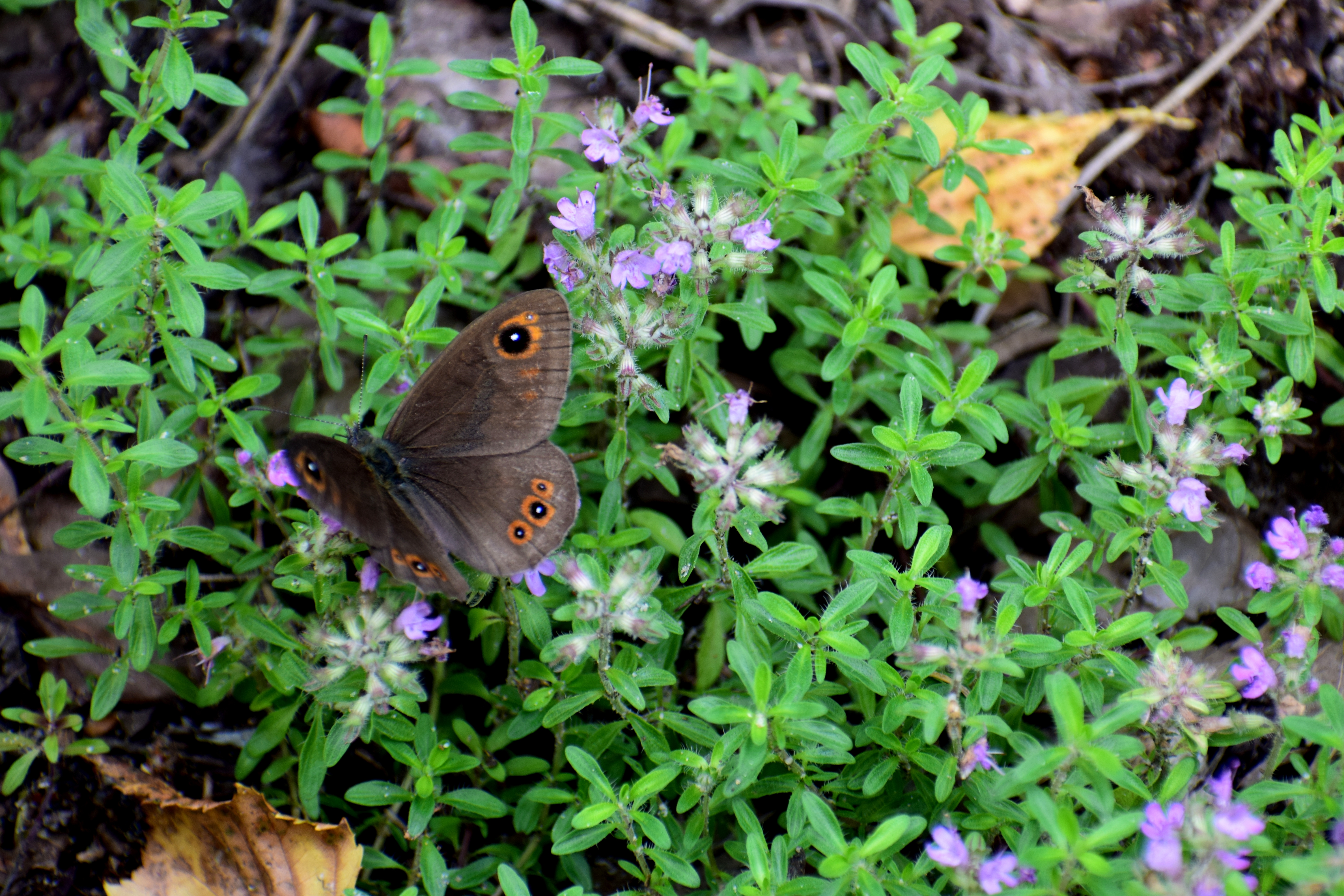
Осадець великий
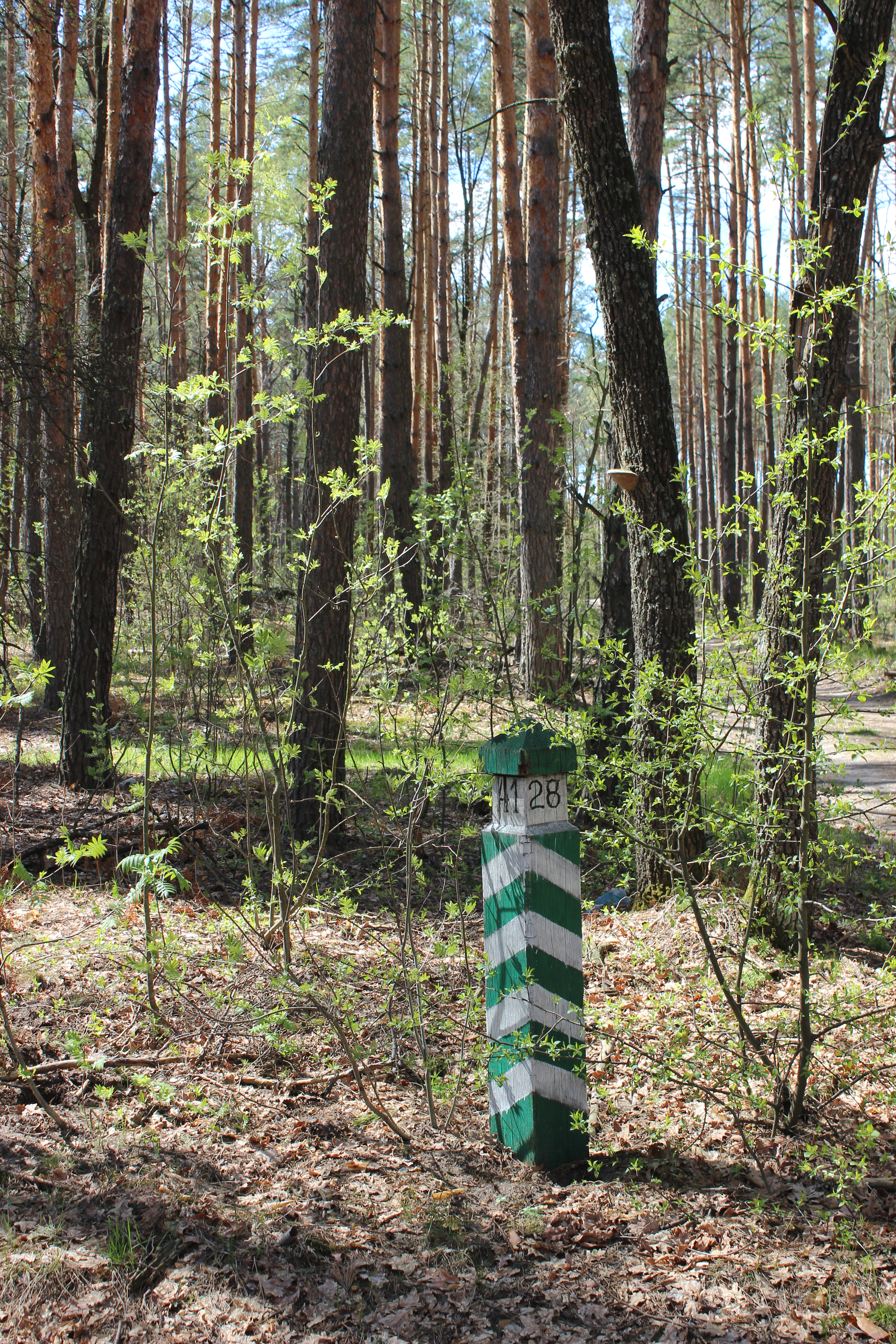
Квартальний стовпчик